# Berrie
Berrie – miejscowość i gmina we Francji, w regionie Nowa Akwitania, w departamencie Vienne.
Według danych na rok 1990 gminę zamieszkiwały 264 osoby, a gęstość zaludnienia wynosiła 16 osób/km² (wśród 1467 gmin regionu Poitou-Charentes Berrie plasuje się na 745. miejscu pod względem liczby ludności, natomiast pod względem powierzchni na miejscu 514.).